# 新兵正传
《新兵正传》（英語：Ah Boys to Men）是2012年的一部新加坡电影，由梁智强执导及编剧，主要演员则完全使用了全新的面孔。为了纪念新加坡国民服役制度45周年，梁智强以300万新币制作了这部电影来作为回报。在 NS（National Service）45 “From Fathers To Sons” 运动，这部电影叙述了现今青少年如何踏出自己的舒适生活和学习保卫国家的重要性。这是新加坡全新的大制作电影，里头包含了梁氏搞笑和好莱坞式的战争场面。因為獲得新加坡國防部合作，成為第一部到德光岛实地拍摄、新加坡陷入战争、使用最多视觉效果、先进军用武器的新加坡电影。本电影在新加坡才上映短短6个星期，票房已攀升到了603万新币，打破了梁导的纪录，也荣登了新加坡影史上最卖座的华语片。電影也参考了台灣軍教劇《新兵日記》做為劇情参考。
这个故事被分成两部电影，上集为《新兵正传》，于2012年11月8日在新加坡上映，至今票房已达621万新元，超越《錢不夠用》成为历史上最卖座的新加坡电影；而下集《新兵正传II》在2013年2月7日上映。

## 剧情
第一部开场为新加坡被恐怖分子的袭击，连当地具有标志性的地标（如鱼尾狮和滨海艺术中心）也被火烧了，许多无辜的平民也随着被残害了。之后，这才显现原来那场战争是由一个富有、被娇生惯养、不愿入伍服役的 Ken（陈伟恩 饰）所玩的战争角色扮演游戏中的虚拟设定。Ken原本打算与他的女朋友出国留学，但被兵役给破坏了。他一离开游戏中心，就被女友责备他的幼稚、孩子气。为了证明他的勇敢，他在附近踢翻了一个垃圾桶，还被两名警察逮捕，而他的女友则失望地、尴尬地离开。过后他爸爸（刘谦益 饰）保释他出来，载他回家，他便抱怨了他对兵役的恐惧。过分保护他的妈妈（洪爱玲 饰）决定帮他推迟，但无济于事。最终，他们不得不面对残酷的事实——没有事情是可以违法的。登记当天，他的家人伤心地送他离开。此后，他与其他的新兵被分配到 Ninja Company（Platoon 2、Section 2），并被带到各自的床位，以及认识了他们的排长（张智扬 饰），一个刁难排长写照的人物。当 Ken在等待着被剪发时，他认识了几名队友：Lobang（王伟良 饰），Aloysius（林俊良 饰）以及 I.P. Man（叶荣耀 饰）。
经过两个星期的培训后，Ken与其它的新兵们被允许登记离开。Ken的家人为他的归来，举办了一场派对，但当他看到他女朋友与另外一名男人的合照后，他的心情被破坏了。他生气地对质他的女友，要求跟她出来见面，她也答应了。她后来承认了她已爱上了那名男子，并丢下他在公路旁。为了要赢回她，Ken决定要逃出德光岛送她出国，因为他觉得她只是在试探他而已。于是，他停止喝水，为的就是要中暑，并可以被送回家十天；他还采取了额外方法：用冷水淋湿自己后，睡在天花板的风扇下。然而，他的情况比预料中的还要严重，在训练的过程中，他崩溃地倒下了，之后还迅速地被送去医院。他的爸爸在公司的会议上接到了他病情危机的情况。接着，他爸爸马上开车到医院，可是突如其来的震惊和应变实在太多了，导致他心脏病发，与另外一辆车发生车祸。
在下一个场景，Ken在一间病房里醒了起来，周围围绕着他两个妹妹。他发现他的愚蠢行为已造成了许多麻烦给很多的人，他不敢面对已在车祸中幸存下来、躺在同一家医院的另一间病房里的爸爸。被这个现实唤醒之后，Ken终于做好准备回到训练去。故事就此告一段落，并预告了下一部的情节。

## 演員
| 演員            | 角色                                        | 介紹／暱稱／關係／職業 | 國語配音 |
| 陈伟恩          | 曹俊杰 Ken Chow                             |                        |          |
| 王偉良          | 罗邦 Lobang                                 |                        |          |
| 叶荣耀          | 文英碧 I.P. Man                             |                        |          |
| 林俊良          | 曾謝郎 Aloysius / S.L. Jin                  |                        |          |
| 张智揚          | 王上士 Platoon Sergeant / Sergeant Alex Ong |                        |          |
| 劉謙益          | Ken之父                                     |                        |          |
| 洪爱玲 Irene    | Ken之母                                     |                        |          |
| 王雷            | Ken之舅舅                                   |                        |          |
| 陈天文          | Aloysius之父                                |                        |          |
| Ridhwan Azman   | Ismail Mohammed                             |                        |          |
| Aizuddin Nasser | Muthu Shanmugaratnam                        |                        |          |
| 吳清樑          | 陳偉明                                      |                        |          |

## 音乐
这部电影的主题曲——《Recruit's Anthem》，的词、曲以及演唱，都是由戏中的其中一个演员——Tosh张智杨，所一手包办的。这首歌里头的歌词，是讲述着一个新兵的心声。如今，这首歌的官方MV已上载到Youtube上了。